# Policía de Estonia
La Policía Estonia o Policía de Estonia (en estonio: Eesti politsei) es el principal cuerpo policial de Estonia, encargado de mantener el orden y la seguridad de los ciudadanos.

## Historia

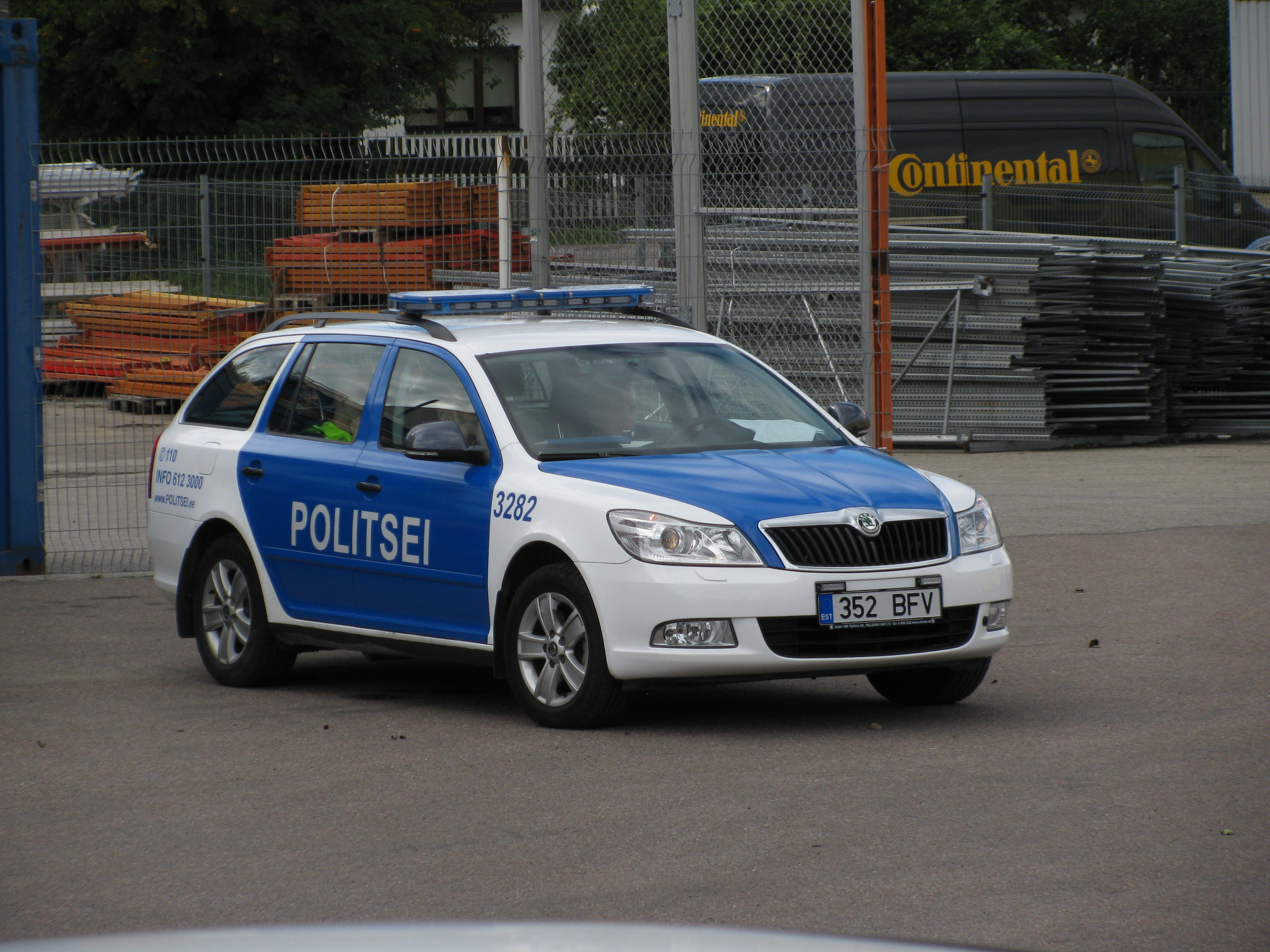
Vehículo policial de Estonia en Tallin (8 de agosto de 2012).

Este cuerpo policial fue fundada el 12 de noviembre de 1918, y existió hasta el verano de 1940, cuando Estonia consiguió la independencia de la Unión Soviética. Su fundación se dio pues en un momento complicado, en plena guerra de independencia.
El 20 de septiembre de 1990, tras el período de transición y durante la disolución de la Milicia soviética, es refunda la Policía Estonia. Este periodo finaliza el 1 de marzo de 1991 con la restauración total de la Policía Estonia. Y en 2010, la Guardia Fronteriza es absorbida por esta.